# Proxius schwarzii
Proxius schwarzii är en insektsart som beskrevs av Heidemann 1904. Proxius schwarzii ingår i släktet Proxius och familjen barkskinnbaggar. Inga underarter finns listade i Catalogue of Life.